# Миракл Вали (Аризона)
Миракл Вали (енгл. Miracle Valley) насељено је место без административног статуса у америчкој савезној држави Аризона.

## Демографија
По попису из 2010. године број становника је 644.
| Група             | 2000.    | 2010.       |
| Белци             | 0 (0,0%) | 355 (55,1%) |
| Афроамериканци    | 0 (0,0%) | 27 (4,2%)   |
| Азијати           | 0 (0,0%) | 3 (0,5%)    |
| Хиспаноамериканци | 0 (0,0%) | 242 (37,6%) |
| Укупно            | 0        | 644         |